# Mazur D-350

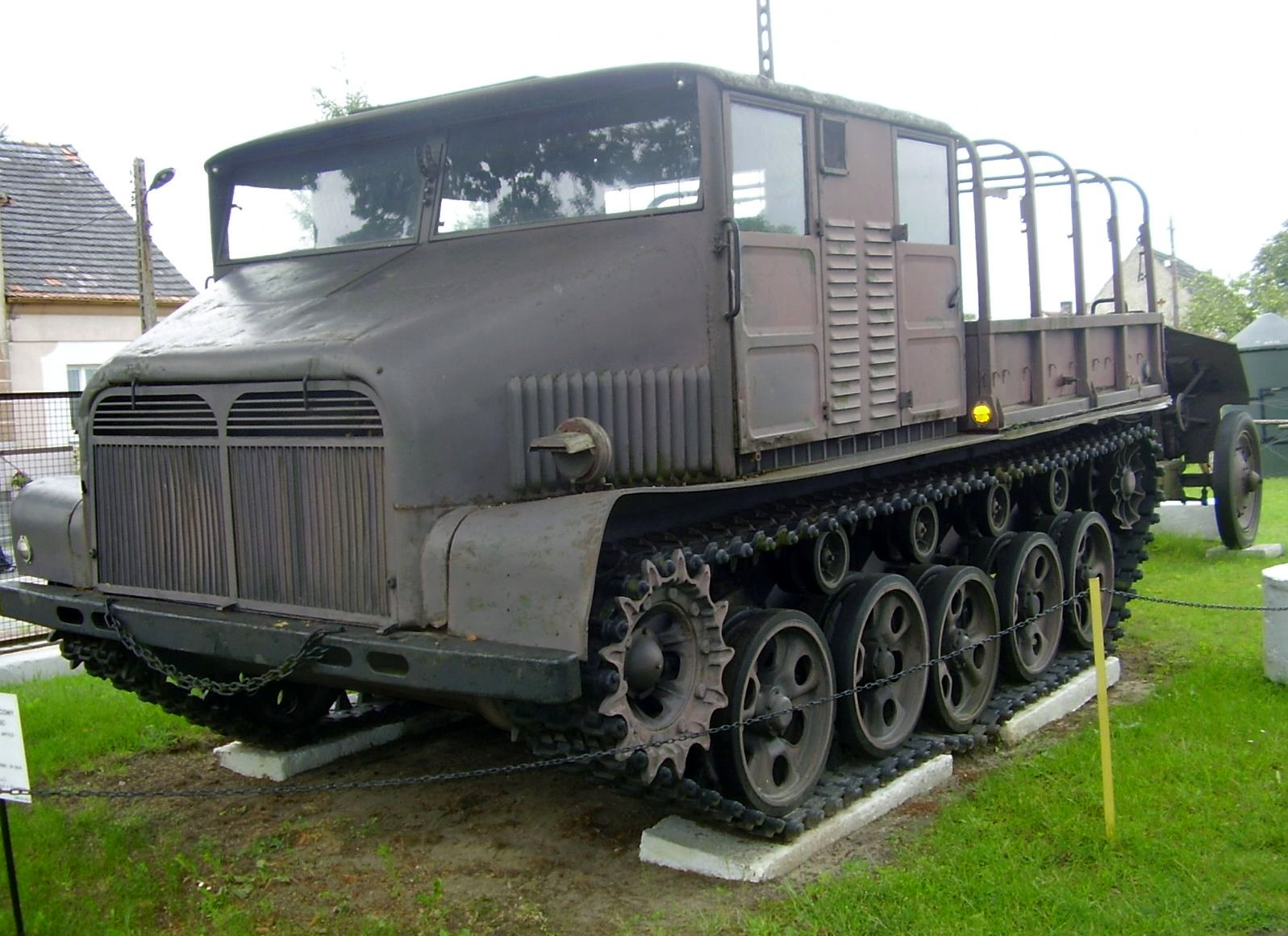
Mazur D-350

Mazur D-350 byl polský dělostřelecký tahač z 50. let 20. století. Konstrukční práce začaly v roce 1956, o rok později byly projektové práce dokončeny. V roce 1958 byly postaveny dva prototypy, které dostaly označení ACS-Mazur D-300. Po testech došlo k výrobě dalších dvou upravených prototypů, podle kterých se od roku 1960 začal tahač vyrábět. 75% dílů konstrukce tahače pocházelo z tanku T-54A. Nejčastěji byl užíván k tažení 122 mm kanónů.
Dělostřelecký tahač Mazur byl používán i Československou lidovou armádou, kde dostal posměšnou přezdívku "Gomulkova pomsta".

## Technické údaje
- Osádka: 2 + 8 vojáků na korbě
- Hmotnost: 13500 kg
- Hmotnost přívěsu: 25000 kg
- Délka: 5,81 m
- Šířka: 2,90 m
- Výška: 2,70 m
- Motor: V-54 A
- Výkon: 350 hp
- Maximální rychlost: 53 km/h
- Dojezd: 580 km